# Las Ollas
Las Ollas es una localidad del estado mexicano de Chiapas. Es parte del municipio de Chamula.

## Demografía
| Gráfica de evolución demográfica |
|                                  |

| Censo | Población |
| ----- | --------- |
| 1940  | 579       |
| 1950  | 945       |
| 1960  | 345       |
| 1970  | 570       |
| 1980  | 968       |
| 1990  | 954       |
| 2000  | 998       |
| 2010  | 1 165     |
| 2020  | 1 420     |